# Harry Potter in Princ mešane krvi (film)
Film Harry Potter in princ mešane krvi (izvirno angleško Harry Potter And The Half-Blood Prince) je film, ki je izšel leta 2009, in je bil napisan po knjižni uspešnici pisateljice J. K. Rowling. Govori pa o Harryjevem šestem letu na čarovniški šoli Bradavičarki.